# معركة لونج تان
معركة لونغ تان (18 أغسطس 1966) معركة نشبت أثناء الحرب الفيتنامية في مزرعة شجرِ مطاط قرب مدينة لونغ تان في إقليم فوك توي بجنوب فيتنام، بين فيت كونغ (الجبهة الوطنية لتحرير جنوب فيتنام) ووحدات جيش الشعب الفيتنامي، وبين عناصر «فرقة العمل الأسترالية الأولى». وصلت فرقة العمل الأسترالية الأولى بين إبريل ويونيو 1966، وأَسَّست قاعدة في نوي دات.
كانت استخبارات الإشارات الأسترالية قد تتبعت الفوج 275 التابع لجيش الشعب الفيتنامي وهو يتحرك إلى مركز قرب شمال لونغ تان. بحلول 16 أغسطس كان جيش الشعب الفيتنامي متركِّزًا قرب لونغ تان خارج نطاق مدفعية نوي دات. وفي مساء 16-17 أغسطس هاجمت مدافع الهاون والبنادق العديمة الارتداد منطقة نوي دات من على بعد كيلومترين (1.2 أميال) شرقًا، مدمِّرة القاعدة ومُسقِطةً 24 مصابًا وقتيلًا واحدًا، قبل أن تضطرها النيران المضادة للمدفعية إلى التوقف. في الصباح التالي خرجت «سرية بي» والكتيبة السادسة والفوج الأسترالي الملكي السادس من نوي دات لتحديد مواقع إطلاق النار واتجاه انسحاب العدو، وعُثر على وهدات أسلحة، منها وهدات مدافع هاون وبنادق عديمة الارتداد. وفي منتصف 18 أغسطس اشتبكت سرية دي مع الجيش الفيتنامي. وجدت سرية دي أنها تواجه قوة أكبر، فطلبت دعم القوة المدفعية أثناء الأمطار الموسمية. وتبع ذلك قتال عنيف حينما حاولت فيت كونغ والجيش الفيتنامي تطويق الأستراليين والقضاء عليهم. وبعد عدة ساعات وصلت مروحيتان «يو إتش-1 إركويس» من الأسطول التاسع «للقوات الجوية الملكية الأسترالية» لتموينهم. ثم بدعم نيران المدفعية صَدت سرية دي هجومًا فوجيًّا، قبل أن تغيثهم قوات فرسان ومشاة من نوي دات قبل حلول المساء. انسحبت القوات الأسترالية لإجلاء مصابيها، واتخذت في المساء موقعًا دفاعيًا. وفي اليوم اللاحق اجتاحت القوات الأسترالية المنطقة، وإن كانت قوات فيت كونغ وجيش الشعب الفيتنامي قد انسحبت. انتهت العملية في 21 أغسطس. في البداية ظنت فرقة العمل الأسترالية الأولى أنها انهزمت، لكن لاحقًا رؤي انتصار في عرقلة قوات الجيش الفيتنامي وفيت كونغ عن التحرك ضد نوي دات.
كانت نتيجة المعركة عند الفوج 275 التابع للجيش مختلفةً عنها عند كتيبة دي 445 التابعة لفيت كونغ. رأتها كتيبة دي 445 انتصارًا، فقد كان الهدف من قصف المدافع في البداية جرّ وحدات الفوج الأسترالي الملكي إلى كمين، وبنجاح الكمين الأولي واحتفاظ الكتيبة بمركزها حتى اليوم التالي، كان هذا انتصارًا سياسيًّا، إذ أمَّنت المناطق المحيطة بقرية لونغ تان. وأما الفوج 275 فرأى أنه خسر إذ فشل في القضاء على السرية كلها، لكنه في الوقت نفسه رأى أنه أحرز انتصار سياسيًّا إذ فَرض الانسحاب حتى الصباح التالي، وزاد دعم شعب فوك توي له. وأما كون المعركة أضعفت الفوج 275 فمَحل نظر، لأنه بعد أسبوع واحد شن هجومًا على الفرقة الثامنة عشر التابعة للجيش الجمهوري الفيتنامي. ومحل نظر أيضًا تأثير المعركة في القدرة القتالية لكتيبة دي 445، إذ أُعيد نشرها بعد شهر واحد ضد فرقة عمل الفوج الفرساني المدرع الحادي عشر.